# Ileana Kwasinski
Ileana Kwasinski, nome artístico de Ileana Maria Magno Kwasinski (Curitiba, 20 de junho de 1940 - São Paulo, 8 de abril de 1995), foi uma atriz e figurinista brasileira.

## Biografia
Estreou como atriz em 1963 na montagem de Um Elefante no Caos, de Millôr Fernandes, e formou-se em 1968 no Teatro Guaíra, em Curitiba. Em 1974, com Jandira Martini, Ney Latorraca, Eliana Rocha, Vicente Tuttoilmondo e Francarlos Reis, fundou a Royal Bexiga's Company. Também foi figurinista, trabalhando no início da carreira nesta atividade.

## Morte
Faleceu em 1995 em decorrência de um câncer do qual tratava desde 1993. A atriz teve apenas um filho, fruto do casamento com Cláudio Corrêa e Castro, chamado Guilherme. 

## Filmografia

### Televisão
| Ano  | Título                    | Personagem       | Emissora          | Notas |
| ---- | ------------------------- | ---------------- | ----------------- | ----- |
| 1979 | O Todo Poderoso           | Loló             | Rede Bandeirantes |       |
| 1983 | Sabor de Mel              | Fedora           | Rede Bandeirantes | [ 3 ] |
| 1984 | Joana                     | Raquel           | Rede Manchete     |       |
| 1985 | Uma Esperança no Ar       | Terezinha Juncal | SBT               |       |
| 1986 | Memórias de um Gigolô     | Alaíde           | Rede Globo        | [ 4 ] |
| 1987 | Sassaricando              | Fabíola Abdala   | Rede Globo        | [ 6 ] |
| 1988 | Chapadão do Bugre         | Carvalhosa       | Rede Bandeirantes |       |
| 1990 | Brasileiras e Brasileiros | Edna             | SBT               |       |

## Cinema
| Ano  | Título           | Personagem     | Notas              |
| ---- | ---------------- | -------------- | ------------------ |
| 1968 | Lance Maior      | Mulher Pedante | Também Figurinista |
| 1978 | Pecado Sem Nome  | Gerente        |                    |
| 1993 | Atrás das Grades | —              | Curta-metragem     |

## No teatro[7]
| Ano  | Título                                                                           |
| ---- | -------------------------------------------------------------------------------- |
| 1963 | Um Elefante no Caos                                                              |
| 1963 | A Vida Impressa em Dólar                                                         |
| 1964 | O Baile dos Ladrões                                                              |
| 1964 | Tia Mame                                                                         |
| 1965 | O Santo Milagroso                                                                |
| 1966 | A Volta de Camaleão Alface                                                       |
| 1966 | Escola de Mulheres                                                               |
| 1967 | Nossa Cidade                                                                     |
| 1967 | O Circo dos Bonecos                                                              |
| 1967 | O Patinho Preto                                                                  |
| 1967 | As Artimanhas de Scapino                                                         |
| 1967 | Yerma                                                                            |
| 1968 | Galileu Galilei                                                                  |
| 1968 | O Casaco Encantado                                                               |
| 1968 | Oh! Papai, Pobre Paizinho, Mamãe Te Pendurou no Armário e Eu Estou Tão Tristinho |
| 1968 | O Santo e a Porca                                                                |
| 1968 | Schweik na II Guerra Mundial                                                     |
| 1969 | O Inimigo do Povo                                                                |
| 1970 | A Vida Escrachada de Joana Martini e Baby Stompanato                             |
| 1970 | O Comprador de Fazendas                                                          |
| 1971 | Abelardo e Heloísa                                                               |
| 1973 | Mais Quero Asno que me Carregue que Cavalo que me Derrube                        |
| 1973 | O Prodígio do Mundo Ocidental                                                    |
| 1976 | Ai de Ti, Mata Hari                                                              |
| 1977 | Constantina                                                                      |
| 1977 | Um Ponto de Luz                                                                  |
| 1978 | Bodas de Papel                                                                   |
| 1979 | As Avestruzes                                                                    |
| 1981 | O Bebê Furioso                                                                   |
| 1981 | Walfredo Meu Anjo                                                                |
| 1982 | A Morte Acidental de um Anarquista                                               |
| 1982 | O Jardim das Cerejeiras                                                          |
| 1984 | Com a Pulga Atrás da Orelha                                                      |
| 1984 | Purgatório, Uma Comédia Divina                                                   |
| 1987 | Depois do Expediente                                                             |
| 1989 | A Cerimônia do Adeus                                                             |
| 1989 | A Revolução Está Chegando e Eu Não Tenho o Que Vestir                            |
| 1989 | Trair e Coçar É Só Começar                                                       |
| 1990 | A Vida É Sonho                                                                   |
| 1993 | Ela é Bárbara                                                                    |
| 1993 | Seis Graus de Separação                                                          |
| 1994 | O Médico e o Monstro                                                             |